# Dennis Hauger
Dennis Hauger (* 17. März 2003 in Oslo) ist ein norwegischer Automobilrennfahrer. Er ist der Meister der FIA Formel 3 Meisterschaft in der Saison 2021. Seit 2022 geht er in der FIA Formel 2 Meisterschaft an den Start. Er war von 2017 bis einschließlich 2023 Mitglied des Junior Teams von Red Bull Racing.

## Karriere

### Kart
Von 2008 bis 2017 war Hauger im Kartsport aktiv. Zusätzlich wurde er 2017 in das Red Bull Junior Team aufgenommen.

### Formel 4
2018 gab er sein Renn-Debüt in der britischen Formel-4-Meisterschaft mit dem TRS Arden Junior Racing Team. Direkt in seinem ersten Rennen erreichte er einen Podestplatz. Seinen ersten Rennsieg fuhr er im zehnten Rennen der Saison in Oulton Park ein. Insgesamt 4 Rennsiege und 6 weitere Podestplätze halfen Hauger, am Ende der Saison den vierten Gesamtplatz und somit die höchste Platzierung eines Rookies zu erreichen. Den Rookie-Titel konnte Hauger aber dennoch nicht gewinnen, da er in der gesonderten Rookie-Wertung seinem Arden-Racing- und Red-Bull-Junior-Kollegen Jack Doohan mit 533 zu 548 Punkten unterlag.
2019 trat er sowohl in der italienischen, als auch in der deutschen Formel-4-Meisterschaft mit Van Amersfoort Racing an. Die deutsche Meisterschaft begann für Hauger mit gemischten Resultaten. Direkt im ersten Rennen der Saison in Oschersleben schaffte er eine Podestplatzierung und ein Rennwochenende später in Spielberg holte er seinen ersten Sieg der Saison. Neben seinen beiden Podestplätzen gelang es Hauger zunächst allerdings nicht weitere Punkte einzufahren. In Spielberg gewann Hauger zwar zunächst auch das zweite Rennen, wurde aber nachträglich mit einer 30-Sekunden-Strafe bestraft. Das dritte Rennen in Spielberg führte Hauger bis kurz vor Rennende an, bis er durch einen Reifenschaden zwei Runden vor Schluss ausschied. In den verbleibenden 14 Rennen verpasste Hauger eine Platzierung in den Punkten nur zwei Mal, fuhr fünf weitere Rennsiege sowie drei zweite Plätze ein. Vor dem letzten Rennen der Saison auf dem Sachsenring lag Hauger nur einen Punkt hinter dem Gesamtführenden Théo Pourchaire. Hauger erwischte das etwas schlechtere Wochenende und unterlag Pourchaire in der Meisterschaft mit 251 zu 258 Punkten. Mit sechs Siegen und vier weiteren Podestplätzen belegte Hauger schlussendlich den zweiten Platz in der deutschen Meisterschaft.
Die Italienische Formel-4-Meisterschaft begann Hauger mit einem schwachen ersten Wochenende in Vallelunga. In drei Rennen erzielte Hauger nur einen Punkt. Dass dieses Wochenende eine Ausnahme war, zeigte Hauger schon während der nächsten Veranstaltung in Misano. Im ersten Rennen wurde er Zweiter, das zweite Rennen gewann er sogar. Das dritte Rennen wurde wegen schlechten Wetters abgesagt. Von diesem Zeitpunkt an dominierte Hauger die Saison. In den weiteren 16 Rennen der Saison gewann er elfmal, belegte das Podest drei weitere Male und blieb in nur einem Rennen punktelos. Bereits im viertletzten Rennen der Saison in Mugello wurde Hauger Meister der italienischen Formel 4. Am Ende der Saison hatte er 136 Punkte Abstand auf seinen engsten Verfolger, Gianluca Petecof.

### FIA Formel-3-Meisterschaft

#### 2020
Im Oktober 2019 nahm Hauger mit Hitech Grand Prix am zweiten und dritten Tag der Nachsaisontests der FIA Formel 3 Meisterschaft in Valencia teil. Im Januar 2020 bestätigte Red Bull, dass Hauger in der kommenden Saison mit dem britischen Team antreten werde. Seine ersten Punkte sammelte er auf dem Hungaroring, der dritten Veranstaltung der Saison. Im ersten Rennen wurde er Achter, was ihm die dritte Startposition in der umgekehrten Startaufstellung des zweiten Rennens einbrachte. Er führte einen Großteil des Rennens an, fiel aber zurück, als die Strecke abtrocknete. Am Ende holter er als Dritter seinen ersten Podiumsplatz in der Formel 3. In den restlichen zwölf Rennen der Saison erreichte Hauger die Punkteränge nicht mehr. Am Ende lag er mit 14 Punkten auf dem 17. Platz der Meisterschaft.

#### 2021
Nach seiner enttäuschenden Formel-3-Saison nahm Hauger an drei Veranstaltungen der Formula Regional European Championship mit Van Amersfoort Racing teil. In acht Rennen gewann er ein Mal, erreichte zwei Pole-Positionen, vier Zweitplatzierungen, einen dritten Platz und zwei weitere Platzierungen in den besten Fünf. Hauger sammelte 134 Punkte – so viele, wie kein anderer Fahrer in diesen drei Veranstaltungen. Am Ende belegte Hauger den siebten Gesamtrang.
Beim Nachsaisontest in Barcelona schloss sich Hauger dem amtierenden Meisterteam Prema Racing an. Auch beim zweiten Nachsaisontest in Jerez fuhr Hauger für das italienische Team. Im Dezember bestätigte Prema, dass Hauger in der Saison 2021 zusammen mit Olli Caldwell und Arthur Leclerc für das Team antreten werde. Am ersten Rennwochenende in Barcelona erzielte er seine erste Pole-Position in der Formel 3. Durch das Reverse-Grid-System startete Hauger das erste von drei Rennen am Wochenende als Zwölfter. Er arbeitete sich bis auf den achten Platz nach vorne, was Startplatz 6 für das zweite Rennen bedeutete. Dort kämpfte er in den letzten Runden des Rennens mit Matteo Nannini um die Führung, jedoch kollidierten sie und Hauger verlor seinen Frontflügel. Das Hauptrennen startete Hauger von der Pole-Position. Nach einem etwas langsamen Start schaffte er es, seine Position bis Kurve 1 zu verteidigen. Von da an fuhr Hauger gefahrlos seinem ersten FIA-Formel-3-Rennsieg entgegen, welchen er mit 4 Sekunden Vorsprung zum Zweitplatzierten Jack Doohan schlussendlich sichern konnte. Das Eröffnungswochenende beendete Hauger als Erster, mit zwei Punkten Vorsprung auf seinen Teamkollegen Caldwell. Am zweiten Wochenende auf dem Circuit Paul Ricard belegte Hauger im Qualifying den zweiten Platz. Das erste Rennen beendete er – als Elfter gestartet – auf dem neunten Platz. Er wurde danach Zweiter im zweiten Rennen, hinter seinem Teamkollegen Arthur Leclerc. Das Hauptrennen in Paul Ricard fand unter nassen Bedingungen statt. Am Start konnte sich Hauger sofort die erste Position sichern. Zur Rennmitte hörte der Regen auf und die Strecke trocknete ab. Hauger bekam Probleme mit seinen abbauenden Reifen unter den wechselnden Bedingungen, sodass ihn Doohan kurz vor Schluss noch überholen konnte. Hauger ging als Gesamtführender in das dritte Wochenende auf dem Red Bull Ring. Seinen Meisterschaftsanspruch unterstrich er mit seiner zweiten Pole-Position der Saison. Als Zwölfter gestartet, bahnte sich Hauger im ersten Rennen seinen Weg an die Spitze des Feldes. Als er bereits auf dem dritten Platz angekommen war, kollidierten die beiden Führenden und Hauger konnte sich seinen zweiten Sieg der Saison sichern. Rennen 2 startete er abermals als Zwölfter. Ähnlich wie im ersten Rennen gelang es ihm auch im zweiten Rennen, etliche Fahrer zu überholen, sodass er die Ziellinie als Dritter überquerte. Das Hauptrennen führte Hauger von Pole-Position lange Zeit an. Der zweitplatzierte Frederik Vesti war jedoch das ganze Rennen über in Haugers DRS-Reichweite, was dieser schlussendlich gegen Rennende auch nutzte, um Hauger noch zu überholen. Mit drei Podestplätzen baute Hauger seine Führung deutlich auf 41 Punkte aus. Auf dem Hungaroring holte Hauger mit einem zweiten Platz im Qualifying erneut eine Top-2-Platzierung. Die ersten beiden Rennen beendete Hauger jeweils auf dem fünften Platz. Beim verregneten Hauptrennen kämpfte Hauger rundenlang mit seinem Teamkollegen Leclerc um die Führung, bis er ihn schließlich in Runde 9 für den Sieg überholte. Somit hatte Hauger nun einen Punktevorsprung von 63 Punkte vor seinem engsten Rivalen Doohan. Das Wochenende im belgischen Spa war ein Wochenende zum Vergessen für das gesamte Prema Team. Durch eine ungünstige rote Flagge im nassen Qualifying erreichte Hauger nur einen Platz außerhalb der Top 12. Im ersten Rennen schaffte es Hauger nicht über Platz 14 hinaus. Im zweiten Rennen, welches sein engster Rivale gewann, schaffte es Hauger mit einem neunten Platz die ersten Punkte des Wochenendes einzufahren. Platz 8 erreichte Hauger im Hauptrennen, welches erneut von Doohan gewonnen wurde. Somit war Haugers vormals großer Vorsprung in der Meisterschaft drastisch geschrumpft. Seine dritte Pole-Position der Saison in Zandvoort und sein Sieg im Hauptrennen ließen das vorherige Wochenende schnell vergessen. Im ersten Rennen des Wochenendes machte er fünf Plätze gut und wurde Siebter. Im zweiten Rennen von Zandvoort lag Hauger bis kurz vor Schluss auf Podiumskurs, bis Ido Cohan ihm ins Heck rutschte und Haugers rechten Hinterreifen aufschlitzte. Haugers Rivale Doohan konnte daraus keinen Vorteil ziehen, da er auf der vorletzten Runde weit von der Strecke abkam und somit auch punktelos blieb. Vor der letzten Veranstaltung hatte Hauger 37 Punkte Vorsprung vor Doohan. Mit Platz 9 im Qualifying holte Hauger zwar sein zweitschlechtestes Qualifying-Ergebnis der Saison, jedoch startete er somit von Platz 4 im ersten Rennen des Russland-Wochenendes. Platz 2 im ersten Rennen reichte Hauger, um vorzeitig Meister zu werden. Das zweite Rennen des Wochenendes wurde aufgrund schlechten Wetters gestrichen und das Hauptrennen beendete Hauger als 24., nachdem er nach einem Schaden in die Box musste. Mit vier Siegen, drei Pole-Positionen und fünf weiteren Podestplätzen gewann Hauger die FIA Formel 3 Meisterschaft mit 205 zu 179 Punkten gegen Jack Doohan.

### FIA Formel-2-Meisterschaft

#### 2022
Nachdem Hauger Ende 2021 mit Prema die Nachsaisontests der Formel 2 bestritten hatte, wurde am 14. Januar 2022 bekannt gegeben, dass Hauger der Teamkollege von Jehan Daruvala bei Prema Racing in der Formel 2 sein werde.

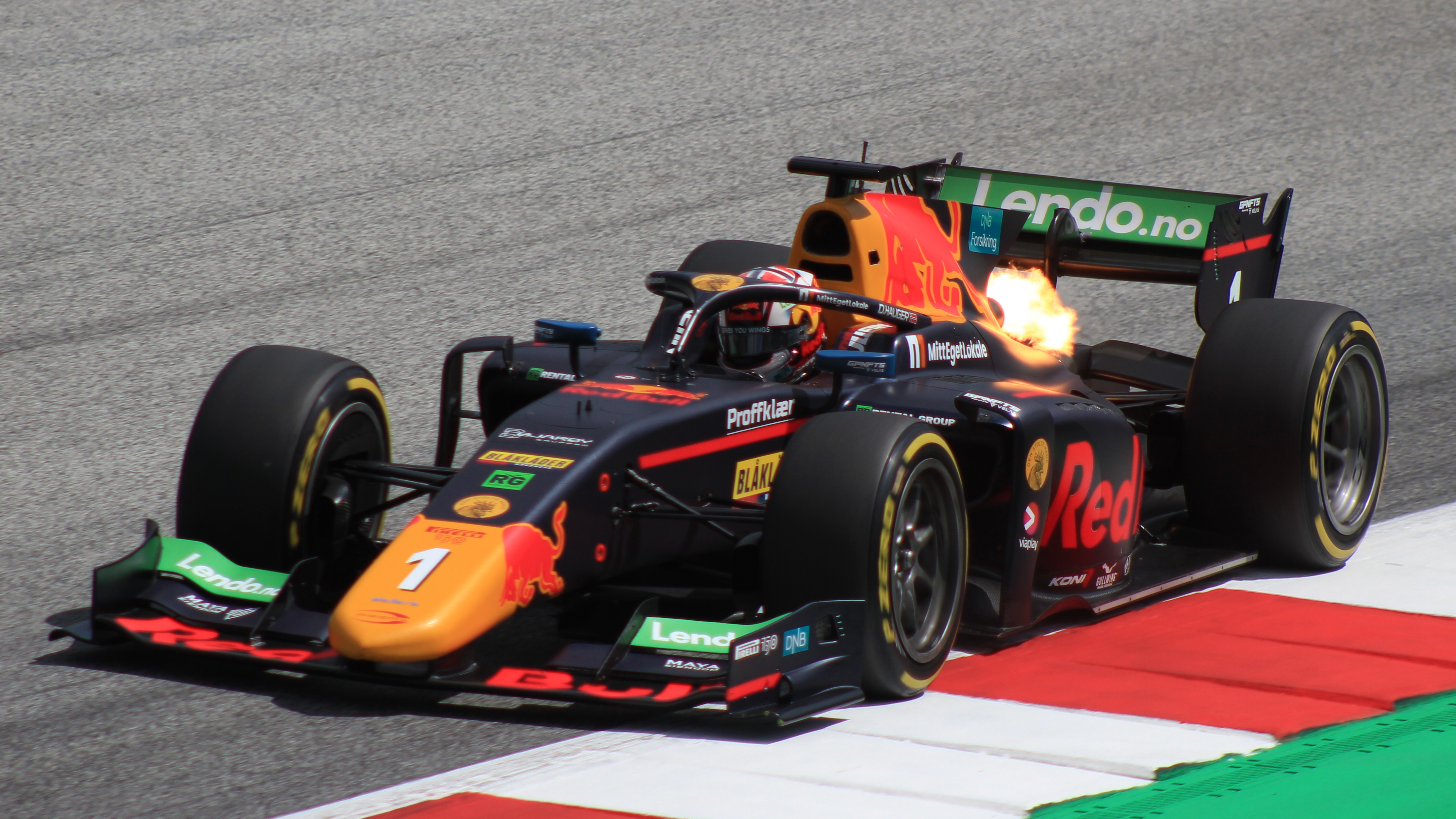
Dennis Hauger in Spielberg (2022)

Haugers erstes Rennwochenende in der Formel 2 in Bahrain startete enttäuschend mit einem 15. Platz im Qualifying und mit 0.967 Sekunden Abstand zu Pole-Sitter Jack Doohan. Das Sprintrennen am Sonntag nahm Hauger vom 15. Startplatz in Angriff. Am Ende verpasste er mit einem neunten Platz die Punkte knapp. Das Hauptrennen am Sonntag begann ungünstig für Hauger, als er am Start der Einführungsrunde nicht von seinem Startplatz loskam und somit aus der Box starten musste. Aus der Boxengasse gestartet, gelang es Hauger bis fünf Runden vor Schluss auf den neunten Platz zu kommen. In Runde 27 von 32 kam es zu einer Safety-Car-Phase, die das Prema Team mit einem erneuten Reifenwechsel bei Hauger ausnutzen wollte. Beim Reifenwechsel kam es zu Problemen, sodass Hauger bereits losfuhr, als das linke Vorderrad noch nicht befestigt worden war. Das Rad löste sich sofort von der Felge und Hauger schied aus seinem zweiten Formel-2-Rennen aus. In seinem ersten Formel-2-Rennwochenende gelang es Hauger somit nicht, Punkte einzufahren. Damit belegte er nur den 14. Platz in der Formel-2-Gesamtwertung nach dem ersten Rennwochenende. Während des Qualifyings für das Formel-2-Wochenende in Jeddah lag Hauger lange Zeit in den Top 10. Nach der dritten Unterbrechung des Qualifyings konnten nur noch wenige Fahrer erneut auf Zeitenjagd gehen, da die meisten – darunter auch Hauger – zu wenig Treibstoff übrig hatten. Dadurch, dass sich die Strecke massiv verbesserte, waren viele Piloten aber nochmals in der Lage, ihre Zeiten deutlich zu verbessern. So rutschte Hauger noch auf den elften Platz ab. Kurz nach Ende der Session wurde Jack Doohan allerdings disqualifiziert, da er zu wenig Sprit an Bord hatte. Dadurch erbte Hauger den zehnten Startplatz für das Hauptrennen sowie die Poleposition für das Sprintrennen am Samstag. Von Pole aus gestartet verteidigte Hauger seine Führung. In Runde 5 wurde das Safety-Car zum zweiten Mal in diesem Rennen herausgerufen. Die Fahrer wurden zunächst aufgefordert, dem Safety Car durch die Boxengasse zu folgen. Die Boxengasse wurde jedoch kurz darauf geschlossen, da sich die beiden angeschlagenen Autos an der Boxeneinfahrt befanden. Inmitten der Verwirrung fuhr Hauger als einziger Fahrer in die Box, verlor seine Führung und erhielt später dafür eine zehnsekündige Stop-and-go-Strafe, die das Rennen für ihn praktisch beendete. Als Sechzehnter und somit Letzter überquerte er die Ziellinie. Nach dem Rennen legte Haugers Prema Team Protest bei den Stewarts ein, da sie nach eigenen Angaben während des Rennens mehrmals die Rennleitung über das Prozedere hinter dem Safety-Car befragten, die Rennleitung ihnen aber versicherte, dass Hauger durch die Box fahren solle. Der Protest wurde abgelehnt. Das Hauptrennen nahm Hauger als Zehnter in Angriff. Bereits am Start konnte er zwei Positionen gut machen. Da Hauger auf der alternativen Strategie unterwegs war, führte er das Rennen über längere Zeit an. Fünf Runden vor Schluss kam Hauger zum Boxenstopp und fuhr als Achter wieder auf die Strecke. Von den nun viel schnelleren Reifen konnte er allerdings wenig Gebrauch machen, da die Fahrer vor ihm über 8 Sekunden entfernt waren. Nach 27 Runden überquerte Hauger als Sechster die Ziellinie und sammelte somit seine ersten Punkte in der Formel 2. Als Zwölfter in der Gesamtwertung und mit 8 Punkten auf dem Konto beendete er sein zweites Rennwochenende. Im verregneten Qualifying der dritten Veranstaltung in Imola erreichte Hauger mit Platz 5 sein bisher bestes Qualifying Ergebnis. Somit startete er in der umgedrehten Startaufstellung des Sprintrennens als Sechster. Durch einen guten Start fand sich Hauger auf Platz 3 wieder. Der weitere Rennverlauf war für Hauger recht ereignislos. Am Ende erreichte er mit dem dritten Platz sein erstes Podium in der Formel 2. Beim Hauptrennen am Sonntag hatte Hauger erneut einen guten Start. Dies sollte Hauger allerdings zum Verhängnis werden, da die Top 6 dadurch sehr dicht zusammen kamen. Noch vor Kurve 1 wurde Hauger in diesem Chaos gegen die Wand der Boxenanlage gedrückt. Eine zerstörte rechte Vorderradaufhängung beendete Haugers Rennen frühzeitig. Dadurch sammelte Hauger nur sechs Punkte in Imola, behielt aber seinen zwölften Platz in der Fahrerwertung bei. Das Rennwochenende in Spanien startete für Hauger durch eine schlechte Strategie im Qualifying mit Platz 16 ungünstig. Im ereignislosen Sprintrennen schaffte es Hauger nicht über einen zwölften Platz hinaus. Das Hauptrennen begann Hauger mit einer Kollision mit Olli Caldwell, wofür er später zusätzlich mit einer Zeitstrafe belegt wurde. Dadurch war er nach den Boxenstopps weit abgeschlagen und schaffte es nur als 13. über die Ziellinie. Durch das punktelose Wochenende rutschte Hauger auf den 16. Gesamtrang ab. Das sechste Rennwochenende begann Hauger mit einem dritten Platz im Training deutlich besser. Mit Platz 5 in seiner Qualifying-Gruppe und Platz 9 in der Gesamtwertung sicherte sich Hauger neben Platz 9 im Hauptrennen Platz 2 für das Sprintrennen. Dort blieb Polesitter Jake Hughes am Start stehen, wodurch Hauger die Führung erbte. 30 fehlerfreie Runden später holte Hauger mit über 6 Sekunden Abstand auf Platz 2 seinen ersten Sieg in der Formel 2. Mit einem starken Start im Hauptrennen katapultierte sich Hauger von Platz 9 auf den fünften Platz nach vorne. Begünstigt wurde dies von Haugers weicheren Reifen, die er als Teil seiner alternativen Strategie verwendete. Bedingt durch die geringere Lebensdauer dieser Reifen musste Hauger bereits früh zum Boxenstopp und fiel dadurch zunächst aus den Punkten heraus. Mit freier Fahrt und neuen Reifen setzte Hauger mehrere schnellste Runden, bis er auf die langsamsten Autos ohne Boxenstopp auflief. Kurz darauf in Runde 18 wurde das Safety-Car ausgerufen. Davon profitierten alle Fahrer vor Hauger, welcher dadurch nach deren Boxenstopp nur bis auf die siebte Position nach vorne kam. Nachdem das Safety-Car die Strecke wieder verlassen hatte, kam es zu einem, für Monaco typischen, Rennverlauf. Mit nur sehr geringen Chancen auf ein Überholmanöver kam Hauger auf dem siebten Platz ins Ziel. Zwei Punkteplatzierungen, ein Sieg und 16 Punkte markieren Haugers bis dahin bestes Rennwochenende in der Formel 2. Beim nächsten Rennwochenende in Baku gelang Hauger sein erster Hauptrennensieg in der Formel 2. Das Wochenende in Silverstone läutete eine längere Durststrecke für Hauger ein. Durch ein Qualifying außerhalb der ersten 10 startete das Wochenenden schlecht. Mit einem heftigen Crash im Sprintrennen und einer weiteren Platzierung außerhalb der Punkteränge blieb Hauger in Großbritannien punktelos. Auf dem Red Bull Ring schaffte es Hauger erneut nicht im Qualifying unter die besten 10. Im Sprintrennen verpasste er auf Platz 9 knapp die Punkte. Dank einer guten Reifenwahl im einsetzenden Regen und einiger Strafen schaffte es Hauger trotz schlechter Startposition auf Platz 4 ins Ziel. Diese Punkte in Österreich sollten seine letzte für 3 Rennwochenende bleiben. Ein ereignis- und punkteloses Rennwochenende in Frankreich folgte. Im letzten Qualifying vor der Sommerpause auf dem Hungaroring erreichte Hauger zum ersten Mal seit Baku wieder die ersten 10. Von Platz 3 gestartet war sein Sprintrennen nach einem Crash mit Logan Sargeant und Felipe Drugovich schon nach der ersten Kruve zu Ende. Eine verpatzte Reifenstrategie im Hauptrennen verwehrte Hauger auch dort jegliche Chance auf Punkte. Auf das erneut für Hauger ereignislose Rennwochenenden in Spa nach der Sommerpause folgte ein punktereiches Wochenende in Zandvoort. Mit Platz 3 im Sprintrennen und Platz 4 im Hauptrennen erreichte Hauger sein erstes zweites Rennwochenende mit Punkten in beiden Rennen. Dem folgte mit Platz 19 ein ernüchterndes Qualifying im vorletzten Rennwochenende der Saison in Monza. Dank eines chaotischen Hauptrennens schaffte es Hauger bis auf Platz 4 nach vorne. Mit zwei weiteren vierten Plätze beim letzten Rennwochenende in Abu Dhabi schaffte es Hauger mit 115 Punkte auf Platz 10 der Fahrerwertung. Er unterlag mit 115 zu 126 Punkten seinem Prema Teamkollegen Jehan Daruvala.

#### 2023
2023 fährt Hauger für das amtierende Meisterteam MP Motorsport. Erneut ist der Inder Jehan Daruvala sein Teamkollege. Hauger geht erneut mit der Startnummer 1 an den Start. Dem vierten Platz beim ersten Qualifying der Saison ließ Hauger einen zweiten Platz beim Sprintrennen in Bahrain folgen, bei dem er sich spät im Rennen von Platz 6 auf 2 nach vorne schob. Im Hauptrennen zwangen ihn Motorenprobleme zu einem langen Boxenstopp, was bewirkte, dass er dem Feld mit 6 Runden Rückstand hinterherfuhr und schlussendlich sein Auto abstellte.
In Australien auf Albert Park Circuit und in Ungarn auf dem Hungaroring fuhr er im Sprintrennen jeweils den Sieg ein.
Mit 113 Punkten belegte der den achten Platz am Ende des Jahres in der Gesamtwertung.

#### 2024
2024 geht Dennis Hauger erneut, aber ohne die Unterstützung von Red Bull, für MP Motorsport in der Formel 2 an den Start. Sein Teamkollege ist Franco Colapinto.
Nach dem Sieg im Sprintrennen in Saudi-Arabien und zwei weiteren Podien in jeweils im Hauptrennen in Saudi-Arabien und im Sprintrennen in Australien, hatte der von der Pole-Position gestartete Dennis Hauger auf noch kalten Reifen unmittelbar nach dem Pflichtboxenstopp im Hauptrennen in Australien einen Unfall und verpasste es somit zwischenzeitlich die Tabellenführung zu übernehmen.

### 2025
2025 startet Hauger in der US-amerikanischen Indy NXT, der höchsten Nachswuchsklasse unter der Indy Car Series. Er startet für das Team Andretti Global. Angebote weiter in der Formel 2 zu fahren lehnte er ab.

## Statistik

### Zusammenfassung
| Saison | Serie                                  | Team                         | Rennen | Siege | Poles | S/Runden | Podien | Punkte | Position |
| ------ | -------------------------------------- | ---------------------------- | ------ | ----- | ----- | -------- | ------ | ------ | -------- |
| 2018   | Britische Formel 4 Meisterschaft       | TRS Arden Junior Racing Team | 30     | 4     | 4     | 4        | 10     | 329    | 4.       |
| 2019   | ADAC Formel-4-Meisterschaft            | Van Amersfoort Racing        | 20     | 6     | 5     | 8        | 10     | 251    | 2.       |
| 2019   | Italienische Formel 4 Meisterschaft    | Van Amersfoort Racing        | 21     | 12    | 7     | 9        | 16     | 369    | 1.       |
| 2019   | Euroformula                            | Motopark                     | 2      | 0     | 0     | 0        | 0      | 0      | 19.      |
| 2020   | FIA Formel 3 Meisterschaft             | Hitech Grand Prix            | 18     | 0     | 0     | 0        | 1      | 14     | 17.      |
| 2020   | Formula Regional European Championship | Van Amersfoort Racing        | 8      | 1     | 2     | 1        | 6      | 134    | 7.       |
| 2020   | Porsche Carrera Cup Scandinavia        | Mtech Competition            | 5      | 0     | 1     | 0        | 4      | 0      | NC†      |
| 2021   | FIA Formel 3 Meisterschaft             | Prema Racing                 | 20     | 4     | 3     | 5        | 9      | 205    | 1.       |
| 2022   | FIA Formel 2 Meisterschaft             | Prema Racing                 | 28     | 2     | 0     | 3        | 4      | 115    | 10.      |
| 2023   | FIA Formel 2 Meisterschaft             | MP Motorsport                | 26     | 2     | 0     | 1        | 4      | 113    | 8.       |
| 2024   | FIA Formel 2 Meisterschaft             | MP Motorsport                | 24     | 1     | 2     | 1        | 4      | 85,5   | 9.       |

NC† Hauger ging als Gastfahrer an den Start und war somit nicht für Punkte qualifiziert.
! - laufende Saison

### Britische Formel 4 Meisterschaft
| Jahr | Team                         | 1   | 2   | 3   | 4   | 5   | 6   | 7   | 8   | 9   | 10  | 11  | 12  | 13  | 14  | 15  | 16  | 17  | 18  | 19  | 20  | 21  | 22  | 23  | 24  | 25  | 26  | 27  | 28  | 29  | 30  | Pos | Punkte |
| ---- | ---------------------------- | --- | --- | --- | --- | --- | --- | --- | --- | --- | --- | --- | --- | --- | --- | --- | --- | --- | --- | --- | --- | --- | --- | --- | --- | --- | --- | --- | --- | --- | --- | --- | ------ |
| 2018 | TRS Arden Junior Racing Team | BH1 | BH1 | BH1 | DON | DON | DON | THR | THR | THR | OUL | OUL | OUL | CRO | CRO | CRO | SNE | SNE | SNE | ROC | ROC | ROC | KNO | KNO | KNO | SIL | SIL | SIL | BH2 | BH2 | BH2 | 4.  | 329    |
| 2018 | TRS Arden Junior Racing Team | 3   | 7   | 9   | 4   | 3   | 10  | DNF | 6   | 3   | 1   | 6   | 5   | 1   | 3   | 1   | 1   | 6   | 2   | 3   | 5   | DNF | 7   | 5   | 4   | 4   | 5   | 4   | 7   | 7   | 11  | 4.  | 329    |

| Legende  | Legende            | Legende                                                          |
| Farbe    | Abkürzung          | Bedeutung                                                        |
| -------- | ------------------ | ---------------------------------------------------------------- |
| Gold     | –                  | Sieg                                                             |
| Silber   | –                  | 2. Platz                                                         |
| Bronze   | –                  | 3. Platz                                                         |
| Grün     | –                  | Platzierung in den Punkten                                       |
| Blau     | –                  | Klassifiziert außerhalb der Punkteränge                          |
| Violett  | DNF                | Rennen nicht beendet (did not finish)                            |
| Violett  | NC                 | nicht klassifiziert (not classified)                             |
| Rot      | DNQ                | nicht qualifiziert (did not qualify)                             |
| Rot      | DNPQ               | in Vorqualifikation gescheitert (did not pre-qualify)            |
| Schwarz  | DSQ                | disqualifiziert (disqualified)                                   |
| Weiß     | DNS                | nicht am Start (did not start)                                   |
| Weiß     | WD                 | zurückgezogen (withdrawn)                                        |
| Hellblau | PO                 | nur am Training teilgenommen (practiced only)                    |
| Hellblau | TD                 | Freitags-Testfahrer (test driver)                                |
| ohne     | DNP                | nicht am Training teilgenommen (did not practice)                |
| ohne     | INJ                | verletzt oder krank (injured)                                    |
| ohne     | EX                 | ausgeschlossen (excluded)                                        |
| ohne     | DNA                | nicht erschienen (did not arrive)                                |
| ohne     | C                  | Rennen abgesagt (cancelled)                                      |
| ohne     | keine WM-Teilnahme |                                                                  |
| sonstige | P/fett             | Pole-Position                                                    |
| sonstige | 1/2/3/4/5/6/7/8    | Punktplatzierung im Sprint-/Qualifikationsrennen                 |
| sonstige | SR/kursiv          | Schnellste Rennrunde                                             |
| sonstige | *                  | nicht im Ziel, aufgrund der zurückgelegten Distanz aber gewertet |
| sonstige | ()                 | Streichresultate                                                 |
| sonstige | unterstrichen      | Führender in der Gesamtwertung                                   |

### ADAC Formel 4 Meisterschaft
| Jahr | Team                  | 1   | 2   | 3   | 4   | 5   | 6   | 7   | 8   | 9   | 10  | 11  | 12  | 13  | 14  | 15  | 16  | 17  | 18  | 19  | 20  | Pos | Punkte |
| ---- | --------------------- | --- | --- | --- | --- | --- | --- | --- | --- | --- | --- | --- | --- | --- | --- | --- | --- | --- | --- | --- | --- | --- | ------ |
| 2019 | Van Amersfoort Racing | OSC | OSC | OSC | RBR | RBR | RBR | HO1 | HO1 | ZAN | ZAN | ZAN | NÜR | NÜR | NÜR | HO2 | HO2 | HO2 | SAC | SAC | SAC | 2.  | 251    |
| 2019 | Van Amersfoort Racing | 3   | 14  | 15  | 1   | 14  | 21  | 1   | 2   | 9   | 17  | 6   | DNF | 5   | 2   | 1   | 1   | 1   | 4   | 2   | 1   | 2.  | 251    |

| Legende  | Legende            | Legende                                                          |
| Farbe    | Abkürzung          | Bedeutung                                                        |
| -------- | ------------------ | ---------------------------------------------------------------- |
| Gold     | –                  | Sieg                                                             |
| Silber   | –                  | 2. Platz                                                         |
| Bronze   | –                  | 3. Platz                                                         |
| Grün     | –                  | Platzierung in den Punkten                                       |
| Blau     | –                  | Klassifiziert außerhalb der Punkteränge                          |
| Violett  | DNF                | Rennen nicht beendet (did not finish)                            |
| Violett  | NC                 | nicht klassifiziert (not classified)                             |
| Rot      | DNQ                | nicht qualifiziert (did not qualify)                             |
| Rot      | DNPQ               | in Vorqualifikation gescheitert (did not pre-qualify)            |
| Schwarz  | DSQ                | disqualifiziert (disqualified)                                   |
| Weiß     | DNS                | nicht am Start (did not start)                                   |
| Weiß     | WD                 | zurückgezogen (withdrawn)                                        |
| Hellblau | PO                 | nur am Training teilgenommen (practiced only)                    |
| Hellblau | TD                 | Freitags-Testfahrer (test driver)                                |
| ohne     | DNP                | nicht am Training teilgenommen (did not practice)                |
| ohne     | INJ                | verletzt oder krank (injured)                                    |
| ohne     | EX                 | ausgeschlossen (excluded)                                        |
| ohne     | DNA                | nicht erschienen (did not arrive)                                |
| ohne     | C                  | Rennen abgesagt (cancelled)                                      |
| ohne     | keine WM-Teilnahme |                                                                  |
| sonstige | P/fett             | Pole-Position                                                    |
| sonstige | 1/2/3/4/5/6/7/8    | Punktplatzierung im Sprint-/Qualifikationsrennen                 |
| sonstige | SR/kursiv          | Schnellste Rennrunde                                             |
| sonstige | *                  | nicht im Ziel, aufgrund der zurückgelegten Distanz aber gewertet |
| sonstige | ()                 | Streichresultate                                                 |
| sonstige | unterstrichen      | Führender in der Gesamtwertung                                   |

### Italienische Formel 4 Meisterschaft
| Jahr | Team                  | 1   | 2   | 3   | 4   | 5   | 6   | 7   | 8   | 9   | 10  | 11  | 12  | 13  | 14  | 15  | 16  | 17  | 18  | 19  | 20  | 21  | 22  | Pos | Punkte |
| ---- | --------------------- | --- | --- | --- | --- | --- | --- | --- | --- | --- | --- | --- | --- | --- | --- | --- | --- | --- | --- | --- | --- | --- | --- | --- | ------ |
| 2019 | Van Amersfoort Racing | VLL | VLL | VLL | MIS | MIS | MIS | HUN | HUN | HUN | RBR | RBR | RBR | IMO | IMO | IMO | IMO | MUG | MUG | MUG | MNZ | MNZ | MNZ | 1.  | 369    |
| 2019 | Van Amersfoort Racing | 21  | 10  | 11  | 2   | 1   | C   | 1   | 1   | 2   | 5   | 1   | 2   | 1   | 3   | 1   | 1   | 11  | 1   | 1   | 1   | 1   | 1   | 1.  | 369    |

| Legende  | Legende            | Legende                                                          |
| Farbe    | Abkürzung          | Bedeutung                                                        |
| -------- | ------------------ | ---------------------------------------------------------------- |
| Gold     | –                  | Sieg                                                             |
| Silber   | –                  | 2. Platz                                                         |
| Bronze   | –                  | 3. Platz                                                         |
| Grün     | –                  | Platzierung in den Punkten                                       |
| Blau     | –                  | Klassifiziert außerhalb der Punkteränge                          |
| Violett  | DNF                | Rennen nicht beendet (did not finish)                            |
| Violett  | NC                 | nicht klassifiziert (not classified)                             |
| Rot      | DNQ                | nicht qualifiziert (did not qualify)                             |
| Rot      | DNPQ               | in Vorqualifikation gescheitert (did not pre-qualify)            |
| Schwarz  | DSQ                | disqualifiziert (disqualified)                                   |
| Weiß     | DNS                | nicht am Start (did not start)                                   |
| Weiß     | WD                 | zurückgezogen (withdrawn)                                        |
| Hellblau | PO                 | nur am Training teilgenommen (practiced only)                    |
| Hellblau | TD                 | Freitags-Testfahrer (test driver)                                |
| ohne     | DNP                | nicht am Training teilgenommen (did not practice)                |
| ohne     | INJ                | verletzt oder krank (injured)                                    |
| ohne     | EX                 | ausgeschlossen (excluded)                                        |
| ohne     | DNA                | nicht erschienen (did not arrive)                                |
| ohne     | C                  | Rennen abgesagt (cancelled)                                      |
| ohne     | keine WM-Teilnahme |                                                                  |
| sonstige | P/fett             | Pole-Position                                                    |
| sonstige | 1/2/3/4/5/6/7/8    | Punktplatzierung im Sprint-/Qualifikationsrennen                 |
| sonstige | SR/kursiv          | Schnellste Rennrunde                                             |
| sonstige | *                  | nicht im Ziel, aufgrund der zurückgelegten Distanz aber gewertet |
| sonstige | ()                 | Streichresultate                                                 |
| sonstige | unterstrichen      | Führender in der Gesamtwertung                                   |

### FIA Formel 3 Meisterschaft
| Jahr | Team              | 1   | 2   | 3   | 4   | 5   | 6   | 7   | 8   | 9   | 10  | 11  | 12  | 13  | 14  | 15  | 16  | 17   | 18  | 19  | 20  | 21  | Pos | Punkte |
| ---- | ----------------- | --- | --- | --- | --- | --- | --- | --- | --- | --- | --- | --- | --- | --- | --- | --- | --- | ---- | --- | --- | --- | --- | --- | ------ |
| 2020 | Hitech Grand Prix | AT1 | AT1 | AT2 | AT2 | HUN | HUN | GB1 | GB1 | GB2 | GB2 | ESP | ESP | BEL | BEL | IT1 | IT1 | IT2  | IT2 |     |     |     | 17. | 14     |
| 2020 | Hitech Grand Prix | 15  | 23  | 18  | 12  | 8   | 3   | 16  | 17  | DNF | 20  | 18  | 26  | 15  | 19  | 12  | 15  | 14   | 12  |     |     |     | 17. | 14     |
| 2021 | Prema Racing      | ESP | ESP | ESP | FRA | FRA | FRA | AUT | AUT | AUT | HUN | HUN | HUN | BEL | BEL | BEL | NLD | NLD  | NLD | RUS | RUS | RUS | 1.  | 205    |
| 2021 | Prema Racing      | 8   | 25  | 1   | 9   | 2   | 2   | 1   | 3   | 2   | 5   | 5   | 1   | 14  | 9   | 8   | 7   | *27* | 1   | 2   | C   | 24  | 1.  | 205    |

| Legende  | Legende            | Legende                                                          |
| Farbe    | Abkürzung          | Bedeutung                                                        |
| -------- | ------------------ | ---------------------------------------------------------------- |
| Gold     | –                  | Sieg                                                             |
| Silber   | –                  | 2. Platz                                                         |
| Bronze   | –                  | 3. Platz                                                         |
| Grün     | –                  | Platzierung in den Punkten                                       |
| Blau     | –                  | Klassifiziert außerhalb der Punkteränge                          |
| Violett  | DNF                | Rennen nicht beendet (did not finish)                            |
| Violett  | NC                 | nicht klassifiziert (not classified)                             |
| Rot      | DNQ                | nicht qualifiziert (did not qualify)                             |
| Rot      | DNPQ               | in Vorqualifikation gescheitert (did not pre-qualify)            |
| Schwarz  | DSQ                | disqualifiziert (disqualified)                                   |
| Weiß     | DNS                | nicht am Start (did not start)                                   |
| Weiß     | WD                 | zurückgezogen (withdrawn)                                        |
| Hellblau | PO                 | nur am Training teilgenommen (practiced only)                    |
| Hellblau | TD                 | Freitags-Testfahrer (test driver)                                |
| ohne     | DNP                | nicht am Training teilgenommen (did not practice)                |
| ohne     | INJ                | verletzt oder krank (injured)                                    |
| ohne     | EX                 | ausgeschlossen (excluded)                                        |
| ohne     | DNA                | nicht erschienen (did not arrive)                                |
| ohne     | C                  | Rennen abgesagt (cancelled)                                      |
| ohne     | keine WM-Teilnahme |                                                                  |
| sonstige | P/fett             | Pole-Position                                                    |
| sonstige | 1/2/3/4/5/6/7/8    | Punktplatzierung im Sprint-/Qualifikationsrennen                 |
| sonstige | SR/kursiv          | Schnellste Rennrunde                                             |
| sonstige | *                  | nicht im Ziel, aufgrund der zurückgelegten Distanz aber gewertet |
| sonstige | ()                 | Streichresultate                                                 |
| sonstige | unterstrichen      | Führender in der Gesamtwertung                                   |

### Formula Regional European Championship
| Jahr | Team                  | 1   | 2   | 3   | 4   | 5   | 6   | 7   | 8   | 9   | 10  | 11  | 12  | 13  | 14  | 15  | 16  | 17  | 18  | 19  | 20  | 21  | 22  | 23  | 24  | Pos | Punkte |
| ---- | --------------------- | --- | --- | --- | --- | --- | --- | --- | --- | --- | --- | --- | --- | --- | --- | --- | --- | --- | --- | --- | --- | --- | --- | --- | --- | --- | ------ |
| 2020 | Van Amersfoort Racing | MIS | MIS | MIS | LEC | LEC | LEC | RBR | RBR | RBR | MUG | MUG | MUG | MNZ | MNZ | MNZ | CAT | CAT | CAT | IMO | IMO | IMO | VLL | VLL | VLL | 7.  | 134    |
| 2020 | Van Amersfoort Racing |     |     |     |     |     |     |     |     |     |     |     |     |     |     |     | 3   | 2   | 2   | 2   | 4   | 5   | 1   | C   | 2   | 7.  | 134    |

| Legende  | Legende            | Legende                                                          |
| Farbe    | Abkürzung          | Bedeutung                                                        |
| -------- | ------------------ | ---------------------------------------------------------------- |
| Gold     | –                  | Sieg                                                             |
| Silber   | –                  | 2. Platz                                                         |
| Bronze   | –                  | 3. Platz                                                         |
| Grün     | –                  | Platzierung in den Punkten                                       |
| Blau     | –                  | Klassifiziert außerhalb der Punkteränge                          |
| Violett  | DNF                | Rennen nicht beendet (did not finish)                            |
| Violett  | NC                 | nicht klassifiziert (not classified)                             |
| Rot      | DNQ                | nicht qualifiziert (did not qualify)                             |
| Rot      | DNPQ               | in Vorqualifikation gescheitert (did not pre-qualify)            |
| Schwarz  | DSQ                | disqualifiziert (disqualified)                                   |
| Weiß     | DNS                | nicht am Start (did not start)                                   |
| Weiß     | WD                 | zurückgezogen (withdrawn)                                        |
| Hellblau | PO                 | nur am Training teilgenommen (practiced only)                    |
| Hellblau | TD                 | Freitags-Testfahrer (test driver)                                |
| ohne     | DNP                | nicht am Training teilgenommen (did not practice)                |
| ohne     | INJ                | verletzt oder krank (injured)                                    |
| ohne     | EX                 | ausgeschlossen (excluded)                                        |
| ohne     | DNA                | nicht erschienen (did not arrive)                                |
| ohne     | C                  | Rennen abgesagt (cancelled)                                      |
| ohne     | keine WM-Teilnahme |                                                                  |
| sonstige | P/fett             | Pole-Position                                                    |
| sonstige | 1/2/3/4/5/6/7/8    | Punktplatzierung im Sprint-/Qualifikationsrennen                 |
| sonstige | SR/kursiv          | Schnellste Rennrunde                                             |
| sonstige | *                  | nicht im Ziel, aufgrund der zurückgelegten Distanz aber gewertet |
| sonstige | ()                 | Streichresultate                                                 |
| sonstige | unterstrichen      | Führender in der Gesamtwertung                                   |

### FIA Formel 2 Meisterschaft
| Jahr | Team          | 1   | 2   | 3   | 4   | 5   | 6   | 7   | 8   | 9   | 10  | 11  | 12  | 13  | 14  | 15  | 16  | 17  | 18  | 19  | 20  | 21  | 22  | 23  | 24  | 25  | 26  | 27  | 28  | Pos | Punkte |
| ---- | ------------- | --- | --- | --- | --- | --- | --- | --- | --- | --- | --- | --- | --- | --- | --- | --- | --- | --- | --- | --- | --- | --- | --- | --- | --- | --- | --- | --- | --- | --- | ------ |
| 2022 | Prema Racing  | BHR | BHR | KSA | KSA | IT1 | IT1 | ESP | ESP | MCO | MCO | ASE | ASE | GBR | GBR | AUT | AUT | FRA | FRA | HUN | HUN | BEL | BEL | NLD | NLD | IT2 | IT2 | UAE | UAE | 10. | 115    |
| 2022 | Prema Racing  | 9   | 19* | 16  | 6   | 3   | DNF | 12  | 13  | 1   | 7   | DNF | 1   | 15  | DNF | 9   | 4   | 12  | 16  | DNF | 19  | 10  | 12  | 3   | 4   | 9   | 4   | 4   | 4   | 10. | 115    |
| 2023 | MP Motorsport | BHR | BHR | KSA | KSA | AUS | AUS | ASE | ASE | IT1 | IT1 | MCO | MCO | ESP | ESP | AUT | AUT | GBR | GBR | HUN | HUN | BEL | BEL | NLD | NLD | IT2 | IT2 | UAE | UAE | 8.  | 113    |
| 2023 | MP Motorsport | 2   | DNF | 8   | 5   | 1   | DNF | DNF | 6   | C   | C   | 15  | 5   | 4   | 8   | 6   | 11  | 12  | 14  | 1   | 7   | 3   | DNF | 9   | 5   | 12  | 12  | 4   | 7   | 8.  | 113    |
| 2024 | MP Motorsport | BHR | BHR | KSA | KSA | AUS | AUS | IT1 | IT1 | MCO | MCO | ESP | ESP | AUT | AUT | GBR | GBR | HUN | HUN | BEL | BEL | IT2 | IT2 | ASE | ASE | QAT | QAT | UAE | UAE | 3.  | 41!    |
| 2024 | MP Motorsport | 8   | 8   | 1   | 3   | 2   | DNF | DNF | 12  | 3   | 6   | 12  | DNF | 5   | 12  | 7   | 9   | 4   | 6   | 2   | 12  | 8   | DNF | 14  | 9   |     |     |     |     | 3.  | 41!    |

! - laufende Saison
| Legende  | Legende            | Legende                                                          |
| Farbe    | Abkürzung          | Bedeutung                                                        |
| -------- | ------------------ | ---------------------------------------------------------------- |
| Gold     | –                  | Sieg                                                             |
| Silber   | –                  | 2. Platz                                                         |
| Bronze   | –                  | 3. Platz                                                         |
| Grün     | –                  | Platzierung in den Punkten                                       |
| Blau     | –                  | Klassifiziert außerhalb der Punkteränge                          |
| Violett  | DNF                | Rennen nicht beendet (did not finish)                            |
| Violett  | NC                 | nicht klassifiziert (not classified)                             |
| Rot      | DNQ                | nicht qualifiziert (did not qualify)                             |
| Rot      | DNPQ               | in Vorqualifikation gescheitert (did not pre-qualify)            |
| Schwarz  | DSQ                | disqualifiziert (disqualified)                                   |
| Weiß     | DNS                | nicht am Start (did not start)                                   |
| Weiß     | WD                 | zurückgezogen (withdrawn)                                        |
| Hellblau | PO                 | nur am Training teilgenommen (practiced only)                    |
| Hellblau | TD                 | Freitags-Testfahrer (test driver)                                |
| ohne     | DNP                | nicht am Training teilgenommen (did not practice)                |
| ohne     | INJ                | verletzt oder krank (injured)                                    |
| ohne     | EX                 | ausgeschlossen (excluded)                                        |
| ohne     | DNA                | nicht erschienen (did not arrive)                                |
| ohne     | C                  | Rennen abgesagt (cancelled)                                      |
| ohne     | keine WM-Teilnahme |                                                                  |
| sonstige | P/fett             | Pole-Position                                                    |
| sonstige | 1/2/3/4/5/6/7/8    | Punktplatzierung im Sprint-/Qualifikationsrennen                 |
| sonstige | SR/kursiv          | Schnellste Rennrunde                                             |
| sonstige | *                  | nicht im Ziel, aufgrund der zurückgelegten Distanz aber gewertet |
| sonstige | ()                 | Streichresultate                                                 |
| sonstige | unterstrichen      | Führender in der Gesamtwertung                                   |